# Antoni Chrościelewski
Antoni Chrościelewski (ur. 4 września 1924 w Augustowie, zm. 1 kwietnia 2021 w Nowym Jorku) – polski żołnierz, sybirak, uczestnik bitwy o Monte Cassino.

## Życiorys
W kwietniu 1940 razem z rodziną został przymusowo wysiedlony do osady Sochorabowka położonej w Północnym Kazachstanie. W 1942 wstąpił do tworzonych na terenie ZSRR Polskich Sił Zbrojnych, z którymi przeszedł szlak bojowy przez Bliski Wschód. Od lutego 1944 będąc podchorążym 3. Pułku Artylerii Przeciwlotniczej Lekkiej uczestniczył w kampanii włoskiej, przeszedł szlak bojowy 3. Dywizji Strzelców Karpackich. Po wojnie pozostał na emigracji, emigrował do Stanów Zjednoczonych, gdzie działał w środowiskach kombatanckich i polonijnych. Był Komendantem 2. Okręgu Nowojorskiego Stowarzyszenia Weteranów Armii Polskiej w Ameryce oraz prezesem Polskiego Domu Narodowego na Greenpoincie.

## Odznaczenia
- Krzyż Komandorski z Gwiazdą Orderu Odrodzenia Polski,
- Krzyż Oficerski Orderu Zasługi Rzeczypospolitej Polskiej,
- Krzyż Pamiątkowy Monte Cassino,
- Medal Pro Bono Poloniae